# John F. Kennedy Stadium

John F. Kennedy Stadium, originalmente llamado Philadelphia Municipal Stadium, fue un estadio deportivo de la ciudad estadounidense de Filadelfia. Existió desde 1925 (inicialmente para alojar varios eventos de la Exposición Internacional del Sesquicentenario) hasta su demolición en 1992. Su capacidad inicial era de más de 100,000 espectadores, disminuyendo durante el tiempo hasta los 75,000.
Los Philadelphia Eagles jugaron en el Municipal Stadium desde 1936 a 1939 y también en 1941. Asimismo durante muchos años (1936-1941, 1945–1979) fue la sede el partido anual de fútbol americano universitario entre Army Black Knights y Navy Midshipmen. También acogió combates de boxeo, entre los que destacan Jack Dempsey contra Gene Tunney y Georges Carpentier contra Tommy Loughran.
Aparte de su uso deportivo, el estadio ha acogido numerosos conciertos musicales entre los que destacan: U2, The Rolling Stones, The Who, Yes, The Jacksons, The Beatles, The Beach Boys, Genesis o Pink Floyd.
El 13 de julio de 1985 el estadio fue la sede americana del célebre concierto Live Aid.
El estadio fue cerrado en 1989 (tan solo 6 días después de un concierto de Grateful Dead) debido a problemas estructurales y de seguridad, demoliéndose en 1992.
En los terrenos donde se ubicaba el estadio actualmente se asienta el Wells Fargo Center, pabellón donde disputan sus partidos los Philadelphia 76ers de la NBA y los Philadelphia Flyers de la NHL, entre otros.